# Grand Prix de Cadours
Der Grand Prix de Cadours (deutsch: Großer Preis von Cadours) war ein Automobilrennen, das von 1949 bis 1961 achtmal in der südwestfranzösischen Gemeinde Cadours (Haute-Garonne) durchgeführt wurde. In einzelnen Jahren wurde das Rennen alternativ als Circuit de Cadours, zeitweise auch als Grand Prix Haute-Garonne des Cadours, bezeichnet. Es war im Laufe der Zeit für unterschiedliche Rennklassen ausgeschrieben, darunter für die Formel 2, die Formel Junior und einmal auch für die Formel 1. In der Formel-1-Ära hatte das Rennen keinen Weltmeisterschaftsstatus. Beim zweiten Großen Preis von Cadours 1950 verunglückte der französische Rennfahrer Raymond Sommer tödlich.

## Geschichte

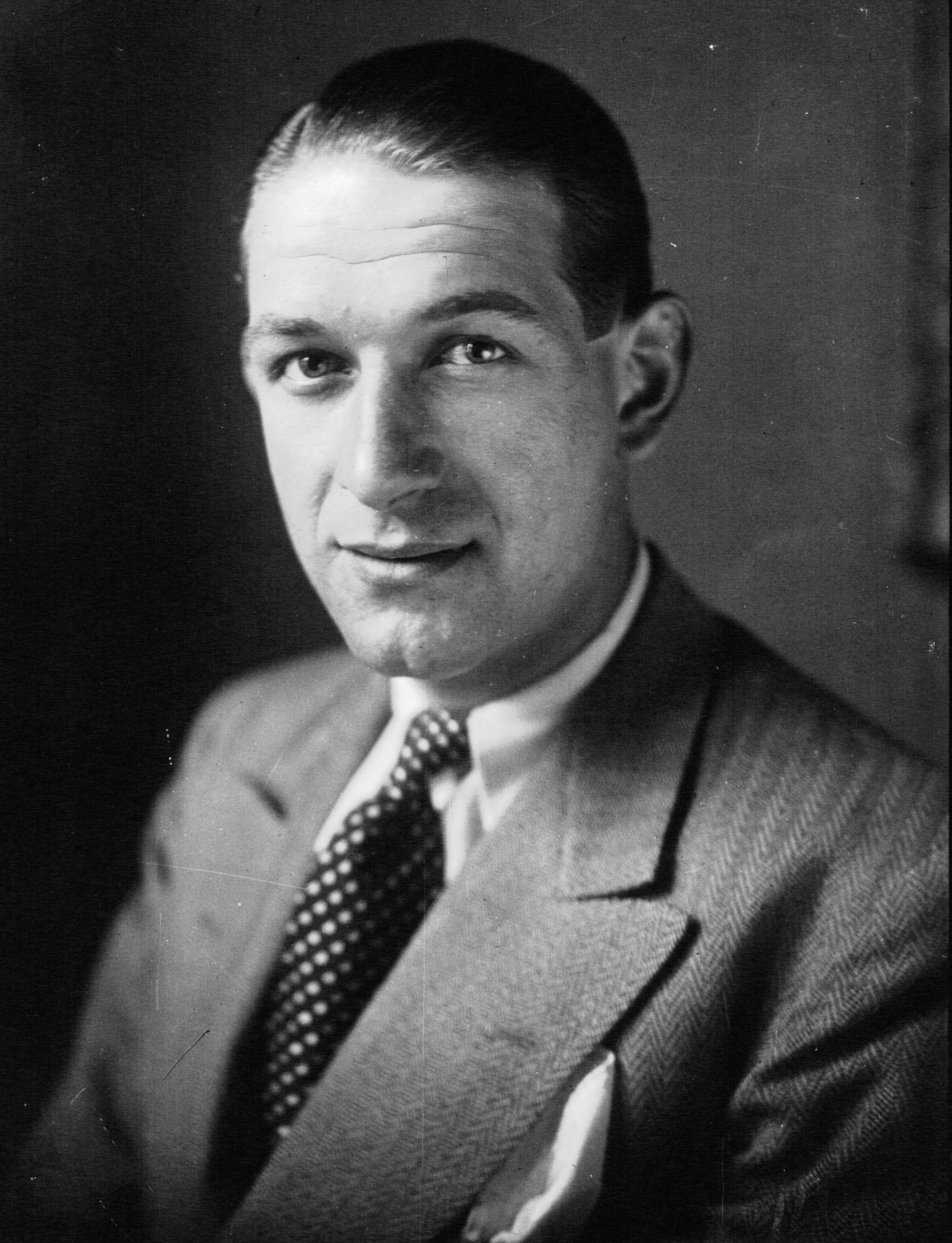
Starb 1950 beim zweiten Grand Prix de Cadours: Raymond Sommer

Cadours ist eine etwa 1.000 Einwohner zählende Gemeinde im Umland von Toulouse. 
Das erste Automobilrennen in Cadours fand im Sommer 1948 statt. Es handelte sich um ein Beschleunigungsrennen, an dem nur Amateure aus der Region teilnahmen. Das Rennen wurde von Louis Arrivet organisiert, dem Inhaber einer örtlichen Automobilwerkstatt. Arrivet lancierte im folgenden Jahr mit Unterstützung des Automobile Club de France den ersten Großen Preis von Cadours, der als Formel-2-Rennen ausgeschrieben war und nach wie vor ein Amateurrennen war. Für die zweite Auflage des Großen Preises luden die Organisatoren zahlreiche international bekannte Rennfahrer ein. Einige von ihnen, darunter Marcel Balsa, René Bonnet, Aldo Gordini und Raymond Sommer, folgten der Einladung. Der im Zeitpunkt des Rennens bereits 44 Jahre alte Sommer fuhr die Poleposition heraus und legte insgesamt die schnellste Rennrunde zurück. Das Rennen war von mehreren schweren Unfällen geprägt. Im ersten Lauf verunglückte René Bonnet; er wurde aus dem Auto geschleudert, blieb aber nahezu unverletzt. Im Finale kam Sommer in Runde vier aufgrund eines Lenkdefekts von der Strecke ab und prallte gegen einen Baum. Er zog sich schwere Verletzungen zu, an denen er noch vor Ort verstarb. 
Ungeachtet des tödlichen Unfalls von Raymond Sommer wurde das Rennen bis 1961 nahezu jährlich ausgetragen. Die sechste Auflage im Jahr 1954 war ein Formel-1-Rennen ohne Weltmeisterschaftsstatus. An ihm nahmen wie in den Vorjahren mit Jean Behra, André Pilette, Harry Schell und Louis Rosier einige international bekannte Rennfahrer teil. Allerdings gingen hier nicht nur Formel-1-Autos an den Start; vielmehr fanden sich – wie bei vielen anderen Nebenrennen in den 1950er-Jahren – auch diverse Formel-2-Autos. Den Lauf gewann Behra im Formel-2-Gordini T16. Letztlich konnte sich der Grand Prix de Cadours nicht als Formel-1-Rennen etablieren. Nach einer zweijährigen Pause wurde die Veranstaltung 1957 als einmalig Sportwagenrennen organisiert, bevor es 1959 und 1961 als Formel-Junior-Rennen seine letzten Auflagen erlebte.

## Rennstrecke

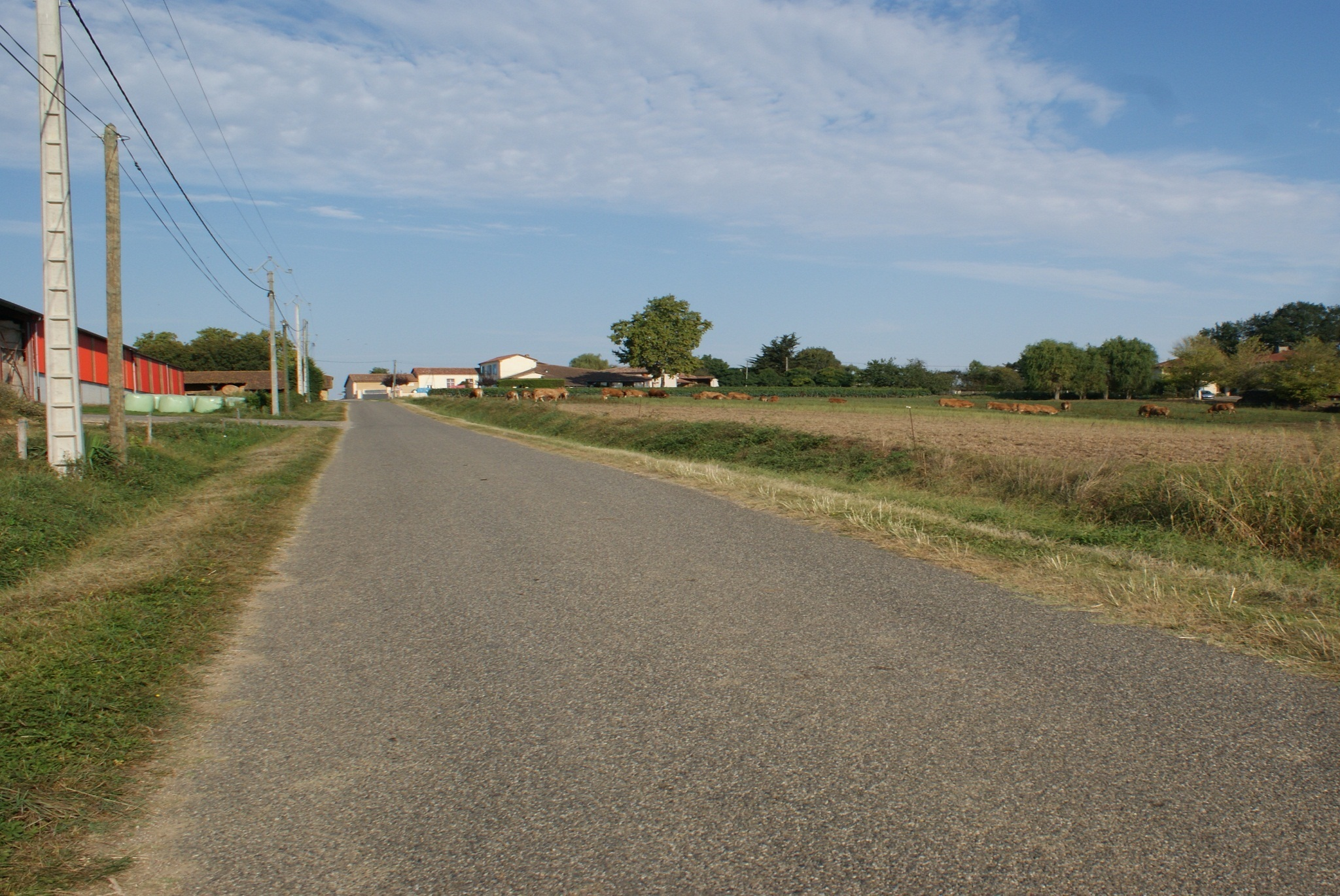
Teil der Rennstrecke: Route Départementale 41

Der Grand Prix de Cadours wurde auf dem Circuit Automobile de Cadours-Laréole (auch: Circuit Automobile de Cadours) abgehalten, einer temporären Rennstrecke, die öffentliche Straßen, darunter die Départementsstraßen (Landstraßen) D29, D41 und D81, benutzte. Sie lag zwischen den Gemeinden Cadours und Lareóle. Die Strecke bildete ein Dreieck, das aus dem Ort heraus durch Felder führte und zum Schluss wieder im Ort endete. Abgesehen von dieser unveränderten Grundkonfiguration variierten Streckendetails sowie die Länge des Kurses nahezu jährlich. üblicherweise war der Kurs ungefähr 4 km lang; nur 1952 und 1953 betrug die Streckenlänge mehr als 5,5 km. Die Absicherung erfolgte durch Strohballen. 
Das Rennen wurde üblicherweise in mehreren Abschnitten gefahren. Auf einen ersten und einen zweiten Lauf folgte ein Finale, an dem die besten Fahrer der ersten beiden Läufe teilnahmen.

## Ergebnisse
Die nachstehende Übersicht gibt die Ergebnisse der Finalläufe wieder.
| Auflage | Datum              | Klasse                     | Strecke                               | Sieger                            | Zweiter                           | Dritter                            | Pole-Position                  | Schnellste Rennrunde                     |
| ------- | ------------------ | -------------------------- | ------------------------------------- | --------------------------------- | --------------------------------- | ---------------------------------- | ------------------------------ | ---------------------------------------- |
| 1       | 18. September 1949 | F2                         | Circuit Automobile de Cadours-Laréole | Robert Gerbout (Gerbout Spéciale) | unbekannt                         | unbekannt                          | unbekannt                      | unbekannt                                |
| 2       | 10. September 1950 | F2                         | Circuit Automobile de Cadours-Laréole | René Simone (Deutsch & Bonnet)    | Aldo Gordini (Gordini)            | Marcel Balsa (Jicey-BMW)           | Raymond Sommer (Cooper-J.A.P.) | Raymond Sommer (Cooper-J.A.P.)           |
| 3       | 9. September 1951  | F2                         | Circuit Automobile de Cadours-Laréole | Maurice Trintignant (Gordini)     | Robert Manzon (Gordini)           | Jean Behra (Gordini)               | Maurice Trintignant (Gordini)  | Maurice Trintignant Jean Behra (Gordini) |
| 4       | 14. September 1952 | F2                         | Circuit Automobile de Cadours-Laréole | Louis Rosier (Ferrari)            | Harry Schell (Gordini)            | Emmanuel de Graffenried (Maserati) | Louis Rosier (Ferrari)         | Harry Schell (Gordini)                   |
| 5       | 30. August 1953    | F2                         | Circuit Automobile de Cadours-Laréole | Maurice Trintignant (Gordini)     | Harry Schell (Gordini)            | Jean Behra (Gordini)               | Maurice Trintignant (Gordini)  | Maurice Trintignant (Gordini)            |
| 6       | 12. September 1954 | F1                         | Circuit Automobile de Cadours-Laréole | Jean Behra (Gordini)              | André Pilette (Gordini)           | Louis Rosier (Maserati)            | unbekannt                      | Jean Behra André Pilette (Gordini)       |
|         | 1955 und 1956      | Kein Grand Prix de Cadours | Kein Grand Prix de Cadours            | Kein Grand Prix de Cadours        | Kein Grand Prix de Cadours        | Kein Grand Prix de Cadours         | Kein Grand Prix de Cadours     | Kein Grand Prix de Cadours               |
| 8       | 8. September 1957  | SW                         | Circuit Automobile de Cadours-Laréole | André Loëns (Maserati)            | Carel Godin de Beaufort (Porsche) | Claude Storez (Porsche)            | unbekannt                      | unbekannt                                |
|         | 1958               | Kein Grand Prix de Cadours | Kein Grand Prix de Cadours            | Kein Grand Prix de Cadours        | Kein Grand Prix de Cadours        | Kein Grand Prix de Cadours         | Kein Grand Prix de Cadours     | Kein Grand Prix de Cadours               |
| 10      | 6. September 1959  | FJ                         | Circuit Automobile de Cadours-Laréole | Bill de Selincourt (Elva)         | Michael May (Stanguellini)        | Giovanni Alberto (Stanguellini)    | unbekannt                      | Michael May (Stanguellini)               |
|         | 1960               | Kein Grand Prix de Cadours | Kein Grand Prix de Cadours            | Kein Grand Prix de Cadours        | Kein Grand Prix de Cadours        | Kein Grand Prix de Cadours         | Kein Grand Prix de Cadours     | Kein Grand Prix de Cadours               |
| 12      | 3. September 1961  | FJ                         | Circuit Automobile de Cadours-Laréole | Jo Siffert (Lotus)                | José Rosinski (Stanguellini)      | Philippe Martel (Lotus)            | unbekannt                      | Jo Siffert (Lotus)                       |